# 임시 폴더
임시 폴더 또는 임시 디렉토리는 컴퓨팅에서 임시 파일을 보관하는 데 사용되는 디렉토리이다. 많은 운영 체제와 일부 소프트웨어는 부팅 시 또는 정기적으로 이 디렉터리의 내용을 자동으로 삭제하고 디렉터리 자체는 그대로 유지한다.
보안상의 이유로 각 사용자가 자신의 임시 디렉토리를 갖는 것이 가장 좋다. 프로그램의 잘못된 파일 권한이나 경쟁 조건으로 인해 임시 파일에 보안 취약성이 있었던 기록이 있기 때문이다.
시스템 관리의 표준 절차는 임시 파일을 제거하여 사용되는 저장 공간(일반적으로 디스크 드라이브)의 양을 줄이는 것이다. 다중 사용자 시스템에서는 잠재적으로 활성 파일을 제거하여 사용자 활동을 방해할 수 있다. 이를 방지하기 위해 일부 공간 회수 절차에서는 비활성 파일 또는 "오래된" 파일(며칠 동안 읽거나 수정하지 않은 파일)만 제거한다.

## 같이 보기
- Tmpfs
- 휴지통 (컴퓨팅)